# Hypothalamus
Hypothalamus er en samling af kerner som ligger i den forreste del af mellemhjernen (diencephalon). Hypothalamus har mange funktioner: Styring af temperatur, hormoner, stofskifte, tørst, sult, seksuel adfærd, frygt, vrede og forskellige aktivitetsrytmer. Hypothalamus finder vi i den nederste del af mellemhjernen, over hypofysen. Hypothalamus har en masse nerveforbindelser og regulerer talrige funktioner i kroppen. Hypothalamus er ligesom hypofysen en overordnet kirtel. Hypothalamus er den hormonelle forbindelse til de basale områder i hjernen, der er ansvarlig for bl.a. vores følelser. Hypothalamus er meget vigtig for menneskets valg og beslutninger, da dens opgave bl.a. består i, at reagere hormonalt på vores oplevelser [kilde mangler].
| Anatomi | Spire Denne artikel om anatomi er en spire som bør udbygges. Du er velkommen til at hjælpe Wikipedia ved at udvide den. |